# Goldfinger (песня)
«Goldfinger» — песня валлийской певицы Ширли Бэсси, написанная Джоном Барри (музыка), Лесли Брикассом и Энтони Ньюли (слова) для одноимённого фильма о Джеймсе Бонде.
На эту песню было создано несколько пародий, в том числе Dr. Evil, написанная They Might Be Giants для фильма «Остин Пауэрс: Шпион, который меня соблазнил», и Max Power к серии Homer to the Max мультсериала The Simpsons.

## Чарты
Сингл с этой песней продержался четыре недели в ТОП-10 чарта Billboard Hot 100, поднявшись максимально на восьмую строчку и на вторую в жанре adult contemporary, и в Великобритании он достиг 21 позиции.
Песня заняла 53-е место в опросе AFI's 100 Years...100 Songs известнейших мелодий кинематографа США. В 2008 году сингл был включен в зал славы премии «Грэмми».
| Charts                             | Peak position |
| ---------------------------------- | ------------- |
| Австрия (Ö3 Austria Top 40)        | 7             |
| Бельгия/Фландрия (Ultratop 50)     | 9             |
| Бельгия/Валлония (Ultratop 50)     | 14            |
| ФРГ (GfK)                          | 8             |
| Нидерланды (Single Top 100)        | 5             |
| Норвегия (VG-lista)                | 7             |
| Великобритания (OCC UK Singles)    | 21            |
| США (Billboard Hot 100)            | 8             |
| США (Billboard Adult Contemporary) | 2             |